# USS F-3 (SS-22)
Pour les autres navires du même nom, voir USS Pickerel.
L’USS F-3 (SS-22) est un sous-marin de Classe F de l'US Navy construit à partir de 1909 par Moran Brothers Company à Seattle est mise en service en 1912.

## Histoire
L'USS F-3 (SS--22) est nommé Dorés lors de la pose de la quille par les chantiers Moran Brothers Company de Seattle. Il est rebaptisé F-3 le 17 novembre 1911. Parrainé par Mme MF Backus, il est lancé le 6 janvier 1912. Son premier commandant lors de sa mise en service le 5 août 1912 est l'aspirant K. Héron.
Le F-3 termine ses essais dans la zone de Puget Sound avant de se rendre à son port d’attache à San Francisco en Californie, le 15 octobre 1912. Là, il rejoint le Premier groupe de Sous-marin, Pacific Torpedo Flotilla. La flottille opère le long de la côte de la Californie, la conduite d'exercices et d'expérimentations afin de développer les tactiques et les techniques de guerre sous-marine. Entre août 1914 et novembre 1915, ces opérations sont effectuées à partir de la Base navale de Pearl Harbor.
Le sous-marin F-3 est mis en réserve à Mare Island Naval Shipyard entre le 15 mars 1916 et le 13 juin 1917 où il est à nouveau placé en service actif. Après la formation de son nouvel équipage, le F-3 est assigné à la Coast Torpedo Force, de la Flotte du Pacifique, basé à San Pedro en Californie. Il participe à des exercices quotidiens et à la formation des futurs équipages de sous-marin.
Au cours de manœuvres, le 17 décembre 1917, la F-3 entre en collision avec le sous-marin USS F-1, et ce dernier fait naufrage presque immédiatement. Le F-3, ainsi que d'autres sous-marins présents sur les lieux, sauvent seulement trois hommes sur les 22 de l'équipage du F-1 . Après cet accident, le F -3 doit subir des réparations à Mare Island Naval Shipyard. Il est ensuite affecté à des opérations en coopération avec une société cinématographique civile chargée d’effectuer des expériences en matière de photographie sous-marine.
De 1919-1921, Le sous-marin F-3 sert depuis San Pedro, en Californie, comme navire de formation. Il est désarmé le 15 mars 1922.